# 穆拉梅

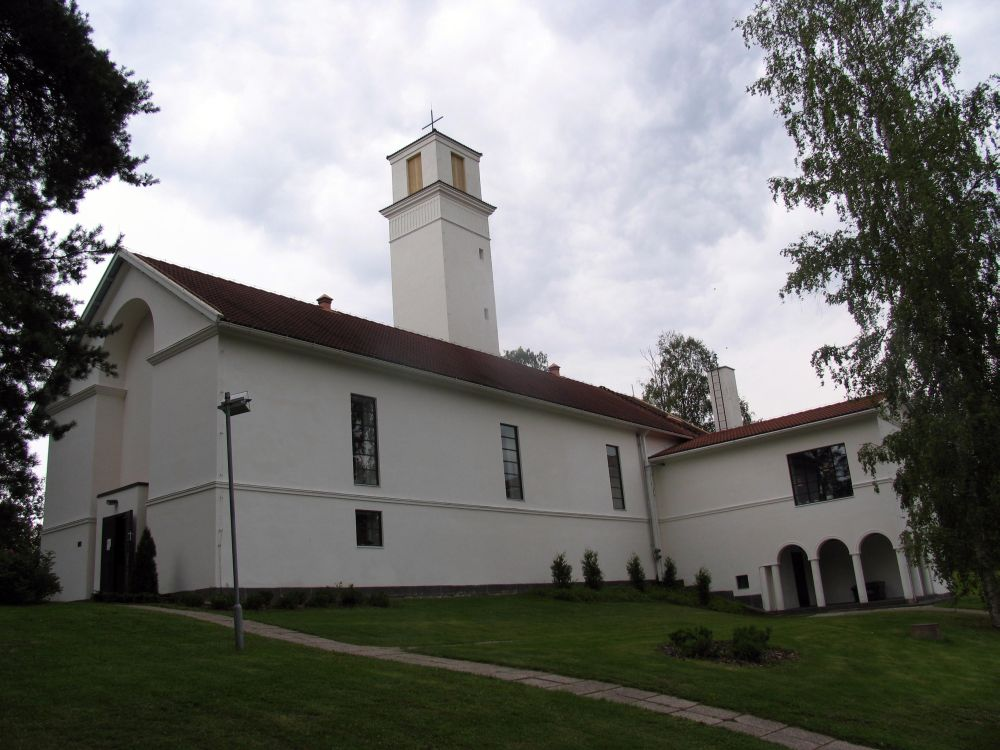
穆拉梅教堂，由阿尔瓦尔·阿尔托设计

穆拉梅（芬蘭語：Muurame）是芬蘭中芬蘭區的市镇，位於該國中部，距離于韋斯屈萊16公里，始建於1921年，面積194平方公里，2013年人口9,447，人口密度為每平方公里65.58人。

## 外部連結
- 穆拉梅市镇官方网站 （页面存档备份，存于） （文）

62°07′45″N 25°40′20″E / 62.12917°N 25.67222°E